# José Román Manzanete
José Román Manzanete (Algeciras, 1902 – ...) è stato un medico spagnolo.

## Biografia
Nato nel 1902, dopo gli studi di medicina all'Università di Madrid, continua a studiare in Europa salute pubblica nel 1932. Conosciuto anche come il dottor Manzanete, durante la sua carriera ha lavorato in diversi centri di ricerca stranieri, svolgendo incarichi nei riguardi della sanità spagnola. Inoltre, è stato anche membro onorario della società  medica dell'Ospedale di Lisbona e membro dell'istituto Real Academia Nacional de Medicina. Dirige, fin dalla sua creazione nel 1943 l'istituto di allergologia a Madrid chiamato Clínica de Alergia Manzanete, lasciando il posto alcuni anni dopo. Ha anche creato la "Escuela de Sanidad Pública".
Nel maggio del 1934 presenta le scoperte sanitarie, dirette da lui, fatte sull'analisi dell'acqua potabile di Madrid, insieme al dottor Garmendia per la parte batteriologica e chimica; scoperte fatte insieme anche al dottor Prada e iniziati qualche anno prima. Durante il 1944 ha presentato nell'Accademia di Medicina la sua scoperta, intitolata "L'emocoltura Manzanete", oltre ad aver scoperto alcuni metodi per la produzione di sieri e vaccini, oltreché aver dimostrato la diagnosi precoce del genere salmonella. Nel 1973 scopre come curare la bronchite asmatica, motivo per cui viene invitato in varie località spagnole, italiane e di altri paesi per tenere alcune conferenze.
Durante la sua attività lavorativa esercita anche la professione di docente. Ha pubblicato circa 200 lavori su ricerche e terapie riguardanti differenti patologie ed è stato premiato dalla Rockefeller Foundation e con la croce dell'Ordine Civile della Sanità spagnolo.